# Tom Coburn
Thomas Allen "Tom" Coburn (Casper, 14 de março de 1948 – 28 de março de 2020) foi um político norte-americano membro do Partido Republicano.

## Carreira
Foi eleito para a Câmara dos Representantes em 1994 sendo empossado em 1995. Em 2004, foi eleito para o Senado. Coburn apoiava o direitos de armas, e a pena de morte e desapoiava o casamento gay.
Morreu no dia 28 de março de 2020, aos 72 anos, em decorrência de um câncer de próstata.

## Publicações
- Breach of Trust: How Washington Turns Outsiders Into Insiders. Nashville: WND Books. 2003. ISBN 9780785262206 (com John Hart)
- The Debt Bomb: A Bold Plan to Stop Washington from Bankrupting America. Nashville: Thomas Nelson. 2012. ISBN 978-1595554673 (com John Hart)
- Smashing the DC Monopoly: Using Article V to Restore Freedom and Stop Runaway Government. [S.l.]: WND Books. 2017. ISBN 9781944229757